# Rory Daniels
Pour les articles homonymes, voir Daniels.
Rory Daniels est un karatéka britannique connu pour avoir remporté la médaille d'or en kumite individuel masculin open aux championnats du monde de karaté 2004 à Monterrey, au Mexique.

## Résultats
| Résultat | Date          | Épreuve                | Catégorie | Compétition                | Ville hôte            |
| -------- | ------------- | ---------------------- | --------- | -------------------------- | --------------------- |
| [ 1 ]    | Novembre 2004 | Kumite individuel open | Seniors   | Championnats du monde 2004 | Monterrey, au Mexique |